# Final del Campeonato Europeo de Baloncesto Femenino de 2013
La final del XXXIV Campeonato Europeo de Baloncesto Femenino enfrentó a la selección de España contra la selección de Francia, esta última partía como favorita por su condición de anfitriona y por su impecable historial de las últimas temporadas: subcampeona olímpica en Londres 2012, oro en el Eurobasket 2009 y bronce en el Eurobasket 2011. El partido se realizó el domingo 30 de junio de 2013 en el Pévèle Arena de la localidad de Orchies (cercana a la ciudad de Lille) con el pitido de inicio a las 20:00 a cargo de los árbitros Ingus Baumanis (Lituania), Jasmina Juras (Serbia) y Fabiana Martinescu (Rumanía).
El equipo español conquistó su segundo título europeo, tras el obtenido veinte años atrás, en el Eurobasket 1993, al derrotar en la final a la selección anfitriona con un apretado marcador de 70-69.
El partido fue visto por unos 5.500 aficionados en el pabellón, en su gran mayoría francesés, y seguido por 1.082.000 espectadores a través de la emisión del canal Teledeporte de TVE.

## Sede
| Fase  | Ciudad  | Instalación  | Capacidad |
| ----- | ------- | ------------ | --------- |
| Final | Orchies | Pévèle Arena | 5.500     |

## Equipos
Las doce jugadoras (más el seleccionador nacional) que conformaron cada uno de los dos equipos se encuentran ordenadas a continuación de acuerdo al número de su camiseta:
| Dorsal | Nombre           | Posición      |
| ------ | ---------------- | ------------- |
| 4      | Laura Nicholls   | Pívot         |
| 5      | Cindy Lima       | Pívot         |
| 6      | Silvia Domínguez | Base          |
| 7      | Alba Torrens     | Ala-pívot     |
| 8      | Cristina Ouviña  | Base          |
| 9      | Laia Palau       | Base          |
| 10     | Elisa Aguilar    | Base          |
| 11     | Marta Xargay     | Base          |
| 12     | Laura Gil        | Pívot         |
| 13     | Amaya Valdemoro  | Alero         |
| 14     | Sancho Lyttle    | Pívot         |
| 15     | Queralt Casas    | Alero         |
| –      | Lucas Mondelo    | Seleccionador |

| Dorsal | Nombre               | Posición      |
| ------ | -------------------- | ------------- |
| 4      | Isabelle Yacoubou    | Pívot         |
| 5      | Nwal-Endéné Miyem    | Ala-pívot     |
| 6      | Diandra Tchatchouang | Alero         |
| 7      | Sandrine Gruda       | Pívot         |
| 8      | Edwige Lawson-Wade   | Base          |
| 9      | Céline Dumerc        | Base          |
| 10     | Valeriane Ayayi      | Alero         |
| 11     | Émilie Gomis         | Escolta       |
| 12     | Marielle Amant       | Ala-pívot     |
| 13     | Gaëlle Skrela        | Escolta       |
| 14     | Emmeline Ndongue     | Pívot         |
| 15     | Anaël Lardy          | Base          |
| –      | Pierre Vincent       | Seleccionador |

## Participación
- Todos los partidos en la hora local de Francia (UTC+2).

### España
Primera fase (grupo B)
| Equipo | J | G | P | PF  | PC  | DP  | PTS |
| ------ | - | - | - | --- | --- | --- | --- |
| España | 3 | 3 | 0 | 221 | 180 | +41 | 6   |
| Suecia | 3 | 1 | 2 | 180 | 194 | -14 | 4   |
| Italia | 3 | 1 | 2 | 189 | 206 | -17 | 4   |
| Rusia  | 3 | 1 | 2 | 201 | 211 | -10 | 4   |

- Resultados

| Fecha | Hora  | Partido¹ | Partido¹ | Partido¹ | Resultado |
| ----- | ----- | -------- | -------- | -------- | --------- |
| 15.06 | 21:00 | España   | -        | Rusia    | 77-72     |
| 16.06 | 18:30 | Italia   | -        | España   | 59-71     |
| 17.06 | 21:00 | Suecia   | -        | España   | 49-73     |

- (¹) –  Todos en Vannes.

Segunda fase (grupo E)
| Equipo     | J | G | P | PF  | PC  | DP   | PTS |
| ---------- | - | - | - | --- | --- | ---- | --- |
| España     | 5 | 5 | 0 | 351 | 250 | +101 | 10  |
| Turquía    | 5 | 4 | 1 | 318 | 263 | +55  | 9   |
| Italia     | 5 | 3 | 2 | 293 | 307 | -14  | 8   |
| Suecia     | 5 | 2 | 3 | 307 | 339 | -32  | 7   |
| Montenegro | 5 | 1 | 4 | 302 | 330 | -28  | 6   |
| Eslovaquia | 5 | 0 | 5 | 274 | 356 | -82  | 5   |

- Resultados

| Fecha | Hora  | Partido¹   | Partido¹ | Partido¹   | Resultado |
| ----- | ----- | ---------- | -------- | ---------- | --------- |
| 20.06 | 16:30 | España     | -        | Eslovaquia | 80-44     |
| 22.06 | 20:00 | Montenegro | -        | España     | 50-66     |
| 24.06 | 20:00 | España     | -        | Turquía    | 61-48     |

- (¹) –  Todos en Lille.

Cuartos de final
| Fecha | Hora  | Partido¹ | Partido¹ | Partido¹        | Resultado |
| ----- | ----- | -------- | -------- | --------------- | --------- |
| 26.06 | 20:00 | España   | -        | República Checa | 75-58     |

- (¹) –  En Orchies.

Semifinales
| Fecha | Hora  | Partido¹ | Partido¹ | Partido¹ | Resultado |
| ----- | ----- | -------- | -------- | -------- | --------- |
| 28.06 | 17:00 | España   | -        | Serbia   | 88-69     |

- (¹) –  En Orchies.

### Francia
Primera fase (grupo C)
| Equipo       | J | G | P | PF  | PC  | DP  | PTS |
| ------------ | - | - | - | --- | --- | --- | --- |
| Francia      | 3 | 3 | 0 | 217 | 118 | +99 | 6   |
| Gran Bretaña | 3 | 2 | 1 | 192 | 203 | -11 | 5   |
| Serbia       | 3 | 1 | 2 | 162 | 208 | -46 | 4   |
| Letonia      | 3 | 0 | 3 | 151 | 193 | -42 | 3   |

- Resultados

| Fecha | Hora  | Partido¹ | Partido¹ | Partido¹     | Resultado |
| ----- | ----- | -------- | -------- | ------------ | --------- |
| 15.06 | 21:00 | Letonia  | -        | Francia      | 39-62     |
| 16.06 | 21:00 | Francia  | -        | Serbia       | 76-32     |
| 17.06 | 21:00 | Francia  | -        | Gran Bretaña | 79-47     |

- (¹) –  Todos en Trélazé.

Segunda fase (grupo F)
| Equipo          | J | G | P | PF  | PC  | DP   | PTS |
| --------------- | - | - | - | --- | --- | ---- | --- |
| Francia         | 5 | 5 | 0 | 355 | 248 | +107 | 10  |
| Serbia          | 5 | 3 | 2 | 306 | 323 | -17  | 8   |
| Bielorrusia     | 5 | 3 | 2 | 286 | 255 | +31  | 8   |
| República Checa | 5 | 2 | 3 | 287 | 322 | -35  | 7   |
| Gran Bretaña    | 5 | 2 | 3 | 324 | 363 | -39  | 7   |
| Croacia         | 5 | 0 | 5 | 324 | 371 | -47  | 5   |

- Resultados

| Fecha | Hora  | Partido¹    | Partido¹ | Partido¹        | Resultado |
| ----- | ----- | ----------- | -------- | --------------- | --------- |
| 19.06 | 20:00 | Croacia     | -        | Francia         | 70-78     |
| 21.06 | 20:00 | Francia     | -        | República Checa | 64-49     |
| 23.06 | 20:00 | Bielorrusia | -        | Francia         | 50-58     |

- (¹) –  Todos en Mouilleron-le-Captif.

Cuartos de final
| Fecha | Hora  | Partido¹ | Partido¹ | Partido¹ | Resultado |
| ----- | ----- | -------- | -------- | -------- | --------- |
| 27.06 | 20:00 | Francia  | -        | Suecia   | 87-83     |

- (¹) – En Orchies.

Semifinales
| Fecha | Hora  | Partido¹ | Partido¹ | Partido¹ | Resultado |
| ----- | ----- | -------- | -------- | -------- | --------- |
| 28.06 | 20:00 | Turquía  | -        | Francia  | 49-57     |

- (¹) –  En Orchies.

## Partido de la final
- Partido jugado en la hora local de Francia (UTC+2).

| Fecha | Hora  | Partido¹ | Partido¹ | Partido¹ | Resultado | RDP |
| ----- | ----- | -------- | -------- | -------- | --------- | --- |
| 30.06 | 20:00 | España   | -        | Francia  | 70-69     | ver |

- (¹) –  En Orchies.

1. ↑  Reporte del partido.

## Estadísticas
España (fuente: )
|        |                  | Tiros | Tiros | Tiros | Tiros | Tiros | Rebotes | Rebotes | Rebotes |     |     |     |     | Faltas | Faltas |    |
| Dorsal | Nombre           | PTS   | TC    | T 2P  | T 3P  | TL    | DEF     | OFE     | TOT     | ASI | PER | REC | TAP | FC     | FR     | TJ |
| ------ | ---------------- | ----- | ----- | ----- | ----- | ----- | ------- | ------- | ------- | --- | --- | --- | --- | ------ | ------ | -- |
| 4      | Laura Nicholls   | 2     | 0/0   | 0/0   | 0/0   | 2/4   | 1       | 1       | 2       | 0   | 0   | 0   | 0   | 0      | 2      | 11 |
| 5      | Cindy Lima       | 6     | 3/5   | 3/5   | 0/0   | 0/0   | 6       | 3       | 9       | 0   | 0   | 2   | 0   | 5      | 2      | 21 |
| 6      | Silvia Domínguez | 7     | 3/6   | 2/4   | 1/2   | 0/0   | 0       | 2       | 2       | 2   | 1   | 0   | 0   | 4      | 3      | 18 |
| 7      | Alba Torrens     | 21    | 8/20  | 4/14  | 4/6   | 1/1   | 0       | 1       | 1       | 4   | 1   | 2   | 0   | 2      | 5      | 35 |
| 8      | Cristina Ouviña  | 0     | 0/1   | 0/1   | 0/0   | 0/0   | 0       | 0       | 0       | 0   | 1   | 0   | 0   | 0      | 2      | 7  |
| 9      | Laia Palau       | 5     | 2/6   | 1/3   | 1/3   | 0/0   | 0       | 1       | 1       | 3   | 3   | 2   | 0   | 2      | 0      | 22 |
| 10     | Elisa Aguilar    | 0     | 0/0   | 0/0   | 0/0   | 0/0   | 0       | 0       | 0       | 0   | 0   | 0   | 0   | 0      | 0      | 0  |
| 11     | Marta Xargay     | 8     | 2/4   | 1/2   | 1/2   | 3/4   | 1       | 0       | 1       | 1   | 2   | 1   | 0   | 2      | 4      | 31 |
| 12     | Laura Gil        | 1     | 0/1   | 0/1   | 0/0   | 1/2   | 1       | 1       | 2       | 0   | 0   | 0   | 0   | 0      | 1      | 8  |
| 13     | Amaya Valdemoro  | 0     | 0/3   | 0/3   | 0/0   | 0/0   | 1       | 0       | 1       | 0   | 1   | 1   | 0   | 1      | 0      | 7  |
| 14     | Sancho Lyttle    | 20    | 7/16  | 6/13  | 1/3   | 5/7   | 1       | 10      | 11      | 2   | 1   | 4   | 1   | 4      | 8      | 39 |
| 15     | Queralt Casas    | 0     | 0/0   | 0/0   | 0/0   | 0/0   | 0       | 0       | 0       | 0   | 0   | 0   | 0   | 0      | 0      | 0  |
|        | TOTAL            | 70    | 25/62 | 17/46 | 8/16  | 12/18 | 13      | 20      | 33      | 12  | 11  | 12  | 1   | 20     | 25     | –  |

 Francia (fuente: )
|        |                      | Tiros | Tiros | Tiros | Tiros | Tiros | Rebotes | Rebotes | Rebotes |     |     |     |     | Faltas | Faltas |    |
| Dorsal | Nombre               | PTS   | TC    | T 2P  | T 3P  | TL    | DEF     | OFE     | TOT     | ASI | PER | REC | TAP | FC     | FR     | TJ |
| ------ | -------------------- | ----- | ----- | ----- | ----- | ----- | ------- | ------- | ------- | --- | --- | --- | --- | ------ | ------ | -- |
| 4      | Isabelle Yacoubou    | 8     | 2/4   | 2/4   | 0/0   | 4/6   | 1       | 3       | 4       | 1   | 3   | 0   | 0   | 2      | 5      | 17 |
| 5      | Nwal-Endéné Miyem    | 2     | 1/5   | 1/3   | 0/2   | 0/0   | 2       | 5       | 7       | 3   | 1   | 0   | 0   | 3      | 1      | 24 |
| 6      | Diandra Tchatchouang | 4     | 1/5   | 1/5   | 0/0   | 2/2   | 0       | 2       | 2       | 2   | 3   | 0   | 1   | 2      | 2      | 18 |
| 7      | Sandrine Gruda       | 25    | 11/16 | 11/16 | 0/0   | 3/4   | 1       | 3       | 4       | 1   | 1   | 1   | 1   | 3      | 2      | 36 |
| 8      | Edwige Lawson-Wade   | 5     | 1/3   | 0/1   | 1/2   | 2/2   | 1       | 0       | 1       | 2   | 3   | 0   | 0   | 3      | 2      | 16 |
| 9      | Céline Dumerc        | 11    | 4/8   | 1/5   | 3/3   | 0/0   | 0       | 3       | 3       | 3   | 0   | 1   | 0   | 3      | 3      | 24 |
| 10     | Valeriane Ayayi      | 0     | 0/0   | 0/0   | 0/0   | 0/0   | 0       | 0       | 0       | 0   | 0   | 0   | 0   | 1      | 0      | 1  |
| 11     | Émilie Gomis         | 9     | 4/7   | 3/6   | 1/1   | 0/0   | 1       | 1       | 2       | 4   | 3   | 1   | 0   | 1      | 2      | 30 |
| 12     | Marielle Amant       | 0     | 0/0   | 0/0   | 0/0   | 0/0   | 0       | 0       | 0       | 0   | 0   | 0   | 0   | 0      | 0      | 0  |
| 13     | Gaëlle Skrela        | 0     | 0/0   | 0/0   | 0/0   | 0/0   | 0       | 3       | 3       | 2   | 2   | 0   | 1   | 3      | 0      | 15 |
| 14     | Emmeline Ndongue     | 5     | 2/3   | 2/3   | 0/0   | 1/2   | 0       | 2       | 2       | 0   | 2   | 1   | 0   | 4      | 3      | 19 |
| 15     | Anaël Lardy          | 0     | 0/0   | 0/0   | 0/0   | 0/0   | 0       | 0       | 0       | 0   | 0   | 0   | 0   | 0      | 0      | 0  |
|        | TOTAL                | 69    | 26/51 | 21/43 | 5/8   | 12/16 | 7       | 24      | 31      | 18  | 18  | 4   | 3   | 25     | 20     | –  |

| PTS – Puntos            | TC – Tiros de campo (anotados/lanzados) | T 2P – Tiros de 2 m         |
| T 3P – Tiros de 3 m     | TL – Tiros libres                       | DEF – Rebotes defensivos    |
| OFE – Rebotes ofensivos | TOT – Rebotes totales                   | ASI – Asistencias           |
| PER – Pérdidas          | REC – Recuperaciones                    | TAP – Tapones               |
| FC – Faltas cometidas   | FR – Faltas recibidas                   | TJ – Tiempo jugado (en min) |

## Reacción mediática
Prensa nacional
- España
  - «España, campeona de Europa» – As
  - «España logra su segundo Eurobasket femenino tras derrotar a Francia en la final» – El Economista
  - «Ellas también son de oro» – El Mundo
  - «España impone su orgullo de oro» – El País
  - «La selección femenina española de baloncesto se lleva el Eurobasket» – La Vanguardia
  - «La selección española gana el Eurobasket femenino» – La Voz de Galicia
  - «España regala un sueño a Amaya Valdemoro y Elisa Aguilar y gana el Europeo a Francia» – Marca
  - «Segundo oro de la historia y seis medallas en siete años» – Mundo Deportivo
  - «España derrota a Francia en una gran final (70-69) y se cuelga el oro en el Eurobasket» – 20 minutos
  - «España, la perfecta campeona de Europa» – Europa Press[n 1]
  - «¡¡¡España, campeona de Europa!!! (70-69)» – FEB[n 2]
  - «España, oro europeo de baloncesto femenino en la misma cara de Francia» – TVE[n 3]

Presa internacional
- Alemania
  - «Frauen: Spanien zum zweiten Mal Europameister» (Mujeres: España por segunda vez campeona de Europa) – Handelsblatt
  - «EM in Frankreich: Spaniens Basketballerinnen gewinnen das Finale» (Campeonato Europeo en Francia: las jugadoras de baloncesto españolas ganan la final) – Der Spiegel
- Francia
  - «Les Bleues stoppées par l'Espagne» (Las Bleues paradas por España) – Le Figaro
  - «Basket, Euro 2013 : les Braqueuses se sont fait braquer» (Baloncesto, Euro 2013: las Atracadoras han sido atracadas) – Le Monde
  - «Les Bleues échouent en finale» (Las Bleues fallan en la final) – L'Équipe
- Italia
  - «EuroBasket Women 2013: trionfa la Spagna» (EuroBasket Femenino 2013: triunfa España) – MondoPallone[n 2]
- Reino Unido
  - «Spain edge France for Eurobasket title» (España supera a Francia por el título en el Eurobasket) – MVP247[n 2]
- República Checa
  - «Basketbalistky Španělska zdolaly Francii jsou mistryněmi Evropy» (La selección de baloncesto de España derrota a Francia y es campeona de Europa) – Sportovní noviny[n 1]
- Rusia
  - «Испанки вырвали победу у француженок в финале Евробаскета-2013» (Las jugadoras española vencieron a las francesas en la final del Eurobasket 2013) – RIA Novosti[n 1]
- Serbia
  - «Кошаркашицама Шпаније титула првака Европе» (La selección de baloncesto de España título de campeona de Europa) – RTRS[n 3]
- Suecia
  - «Spanien europamästare efter rysare» (España campeona de Europa, después de suspense) – Dagens Nyheter
- Turquía
  - «İspanya Avrupa şampiyonu» (España campeona de Europa) – Türkiye Gazetesi

1. 1 2 3  Agencia de noticias.
2. 1 2 3  Página web.
3. 1 2  Cadena de televisión.